# 加々美荘
加々美荘（かがみのしょう）は甲斐国（山梨県）の荘園。現在の南アルプス市加賀美・鏡中条付近に所在していたと考えられている。

## 加々美荘の立荘と伝領

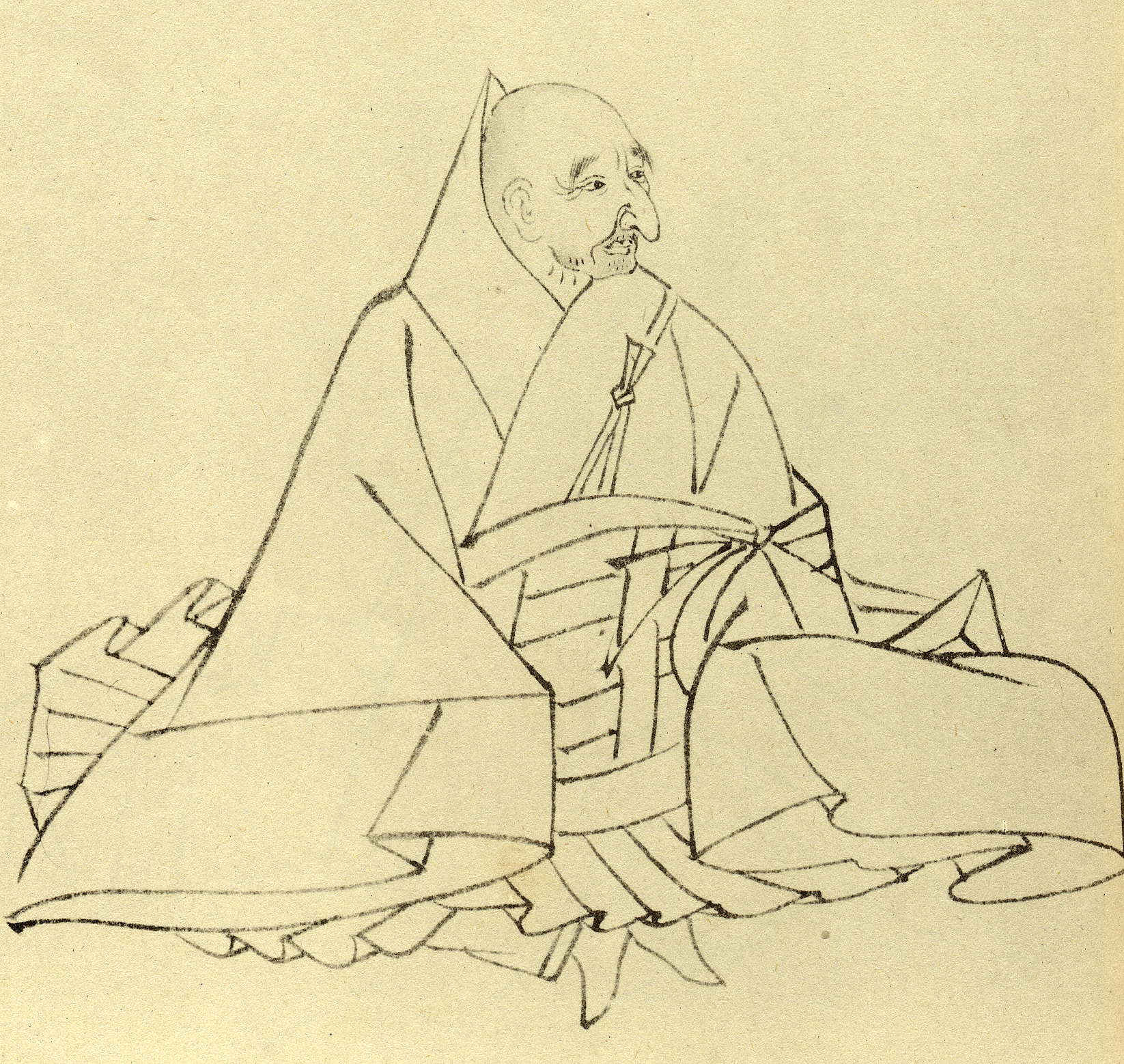
慈円

加々美荘に関する初見史料は建永元年（1206年）慈円起請文・『門葉記』 で、鎌倉時代の建永元年に藤原忠通の子で天台座主の慈円が「小僧養育禅尼」から加々美荘を譲られている。同史料に拠れば慈円は前年に三条白川坊（京都府京都市東山区）から東山大谷の吉水坊に移した青蓮院の道場・大懺法院（だいせんほういん、後に改称して「大成就院」）に加々美荘を付属させ、年貢布二百段を禅尼の菩提供養と、大懺法院経営の資に充てさせたという。「小僧養育禅尼」は閑院流・西園寺家の祖である藤原通季の娘で藤原経定の妻であった人物で、久寿2年（1155年）出生の慈円の乳母になっていたと考えられている。
「養育禅尼」の父・通季は天皇家と関わりの深い人物であるが甲斐国との接点は見出されていない。一方で慈円の父は甲斐国と関係の深い藤原忠実の子・忠通であることから、忠実の時代に加々美荘が摂関家領となり、一代限りで「養育禅尼」に譲与され、「小僧養育禅尼」の死後に慈円に譲与された経緯が考えられている。
また、建暦3年（1213年）2月慈鎮所領譲状・『華頂要略』 に拠れば、健暦3年に慈円は天台座主を辞するにあたって青蓮院門跡・朝仁親王への所領譲状案を作成しており、「別相伝」の極楽寺領とされている。天福2年（1234年）の慈源所領注文では大懺法院の後身である大成就院領として准布三百段の負担が定められており、鎌倉時代には青蓮院門跡領であったと考えられている。
建武3年（1336年）9月17日勧修寺寺領目録（「勧修寺文書」）に拠れば、南北朝時代の建武3年には京都市山科区に所在する勧修寺領として見られる。

## 甲斐源氏の進出と荘域

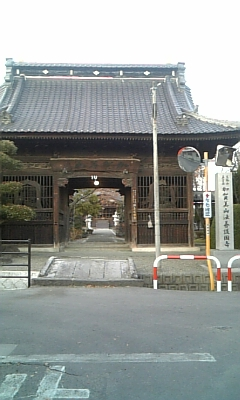
法善寺

平安時代後期には甲斐源氏の一族が甲府盆地各地へ進出して土着するが、加々美荘には源清光の子・加賀美遠光が進出し、南アルプス市加賀美の法善寺境内に居館を構えたという。遠光の一族は加々美氏のほか秋山氏、小笠原氏、南部氏などの氏族を輩出し、その勢力圏は加々美荘を含む甲府盆地南西端から甲斐南部の河内領に及ぶ。加々美荘南方の南アルプス市江原・下宮地・古市場・鮎沢付近から富士川町、市川三郷町黒沢に至る一帯には大井荘が位置している。大井荘も同じく加賀美遠光の支配下であったと考えられており、遠光嫡男の秋山光朝は南アルプス市秋山に進出して秋山氏を名乗ったという。
一方、加々美荘の北部には甘利荘など武田氏一族の勢力圏があり、加々美荘の東には市河荘が所在している。建治元年（1275年）の六条若宮造営注文（『国立歴史民俗博物館』所蔵）では「加々美美濃入道跡」が4貫を負担しており、比定される人物は不明であるが加々美氏の一族であると考えられている。
弘安8年（1285年）11月17日、鎌倉で安達泰盛・宗景父子が誅殺される霜月騒動が起こる。霜月騒動では小笠原氏、南部氏、秋山氏ら加賀美一族が連座しており、法善寺の記録では遠光の孫である加々美遠経の代で途絶えている。
天正年中寺部八幡宮板記（『甲斐国志』巻四九古跡部）によれば、戦国時代には引佐久保・野呂瀬・小柳・藤田・加々美中条・加々美・寺部の七郷が含まれていたとされ、荘域は荘域は南アルプス市加々美・鏡中条一帯にあたると考えられている。
霜月騒動により加賀美一族は衰退し、戦国時代には代わって武田氏の一族・武田大井氏が台頭する。

## 加々美荘の市
加々美荘内には身延山久遠寺に至る駿州往還（西郡路）沿いに多数の町・市が所在する。これらの市は日蓮宗寺院との関わりが強い事が指摘され、大井氏の経済的基盤であったとする説もある。
加々美荘域にあたる南アルプス市加賀美には法善寺が所在する。一帯には「町屋」の地名が残り、法善寺の門前町が所在していたとも考えられている。また、南アルプス市鏡中条には日蓮宗寺院の長遠寺が所在し、「宿」の地名や市神を祀る祠が所在していることから、長遠寺の門前市があったと考えられている。さらに、南アルプス市十日市場にも市が存在していたと考えられている。